# Rijksinstituut voor Ziekte- en Invaliditeitsverzekering
Het Belgische Rijksinstituut voor Ziekte- en Invaliditeitsverzekering of RIZIV (Frans: Institut national d'assurance maladie-invalidité of INAMI) werd opgericht in 1963. Het is een openbare instelling voor sociale zekerheid. Het Instituut bestaat uit zes kerndiensten:
- de Dienst Geneeskundige Verzorging
- de Dienst Uitkeringen,
- de Dienst Geneeskundige Evaluatie en Controle
- de Dienst Administratieve Controle
- Fonds voor Medische ongevallen
- Algemeen ondersteunende diensten

Binnen het RIZIV maken de verschillende partners, de werknemers, werkgevers, verzekeringsinstellingen en zorgverstrekkers (onder andere artsen, kinesisten, apothekers, farmaceutische industrie) afspraken over onder meer:
- erkenningsvoorwaarden
- nomenclatuur
- werkingsmodaliteiten
- kosten- en terugbetalingstarieven

## Werking

### RIZIV-nummer
Het RIZIV deelt identificatienummers uit aan Belgische zorgverleners. Deze als RIZIV-nummer bekendstaande identificatie wordt zowel bij de uitwisseling van administratieve gegevens als voor de uitwisseling van medische gegevens gebruikt.
Het equivalent in Nederland is het Unieke Zorgverlener Identificatienummer.
Opbouw van het nummer: beroepsnummer-volgnummer-controlenummer-kwalificatienummer. Een voorbeeld is X-XXXXX-XX-XXX.

#### Wanneer is een RIZIV-nummer uniek?
Het unieke nummer van een zorgverlener werd bepaald door de eerste 6 cijfers van het RIZIV-nummer tot en met 31/03/2019 (beroepsnummer+volgnummer).
Een voorbeeld: Arts 172601 kon men uniek identificeren in België
Het unieke nummer van een zorgverlener wordt nu bepaald door de eerste 8 cijfers van het RIZIV-nummer (vanaf 01/04/2019 in voege, beroepsnummer+volgnummer+controlenummer).
Een voorbeeld: Arts 10079938 kan men nu uniek identificeren in België.

#### Beroepsnummer
1. arts/mondhygiënist/Orthopedisch
2. apotheker
3. tandarts
4. vroedvrouw of verpleegkundige
5. kinesitherapeut/logopedist/diëtist/podoloog/Orthoptist
6. apotheker-bioloog/ergotherapeut/audicien/bandagist/opticien
7. ziekenhuis/ortopedagoog/psycholoog
8. klinisch laboratorium

#### Berekening van het controlenummer
Het controlenummer werd voor 01-04-2019 bepaald door een Modulo 97 te berekenen op beroepsnummer + volgnummer en deze rest af te trekken van 97.

Een voorbeeld: Arts 172601 heeft op die manier het controlenummer 59, want 172601 mod 97 = 38 en 97-38 = 59
Sinds 01/04/2019 wordt dit bepaald door een modulo 89 te berekenen op het beroepsnummer + volgnummer en de rest af te trekken van 89.
Een voorbeeld: Arts 100799 heeft op die manier het controlenummer 38, want 100799 mod 89 = 51 en 89-51 = 38

Wanneer beide wiskundige bewerkingen hetzelfde controlenummer opleveren, zal het controlenummer modulo 97 de voorkeur krijgen en zal de zorgverlener met 6 cijfers geïdentificeerd kunnen worden.
Alle nieuwe artsen die afstuderen zullen steeds een nummer van 8 lang bekomen van het RIZIV.

#### Het kwalificatienummer
Per beroepsnummer verschilt de betekenis van het kwalificatienummer.
Men kan op de website van het RIZIV de correcte betekenis van het kwalificatienummer opzoeken.

## Bestuur
| Periode      | Administrateur-generaal | Adjunct Administrateur-generaal |
| ------------ | ----------------------- | ------------------------------- |
| 2021 - heden | Benoît Collin           | Pedro Facon                     |
| 1995 - 2021  | Jo De Cock              | Benoît Collin                   |

## Locatie
Het instituut verhuisde in 2021 naar het Galileigebouw samen met twee andere overheidsinstanties (het FAGG en de FOD Volksgezondheid, Veiligheid van de Voedselketen en Leefmilieu).